# Carol al VI-lea al Sfântului Imperiu Roman
Carol al VI-lea (în germană Karl VI.) (n. 1 octombrie 1685, Viena – d. 20 octombrie 1740, Viena) a fost împărat al Sfântului Imperiu Roman din 12 octombrie 1711 și până la moarte, totodată rege al Ungariei sub numele de Carol al III-lea, rege al Boemiei sub numele de Carol al II-lea și principe al Transilvaniei. A fost fiul împăratului Leopold I și tatăl împărătesei Maria Terezia. A aparținut Casei de Habsburg.
Deși a fost desemnat rege al Spaniei, în urma Războiului Succesiunii Spaniole a trebuit să renunțe la tronul Spaniei, cu toate că a rezistat asediului Barcelonei timp de mai bine de un an. În anul 1711 a fost ales împărat al Sfântului Imperiu Roman.
După Pacea de la Passarowitz din 1718 și până la Tratatul de la Belgrad din 1739 a fost și suveran al Olteniei.

## Primii ani

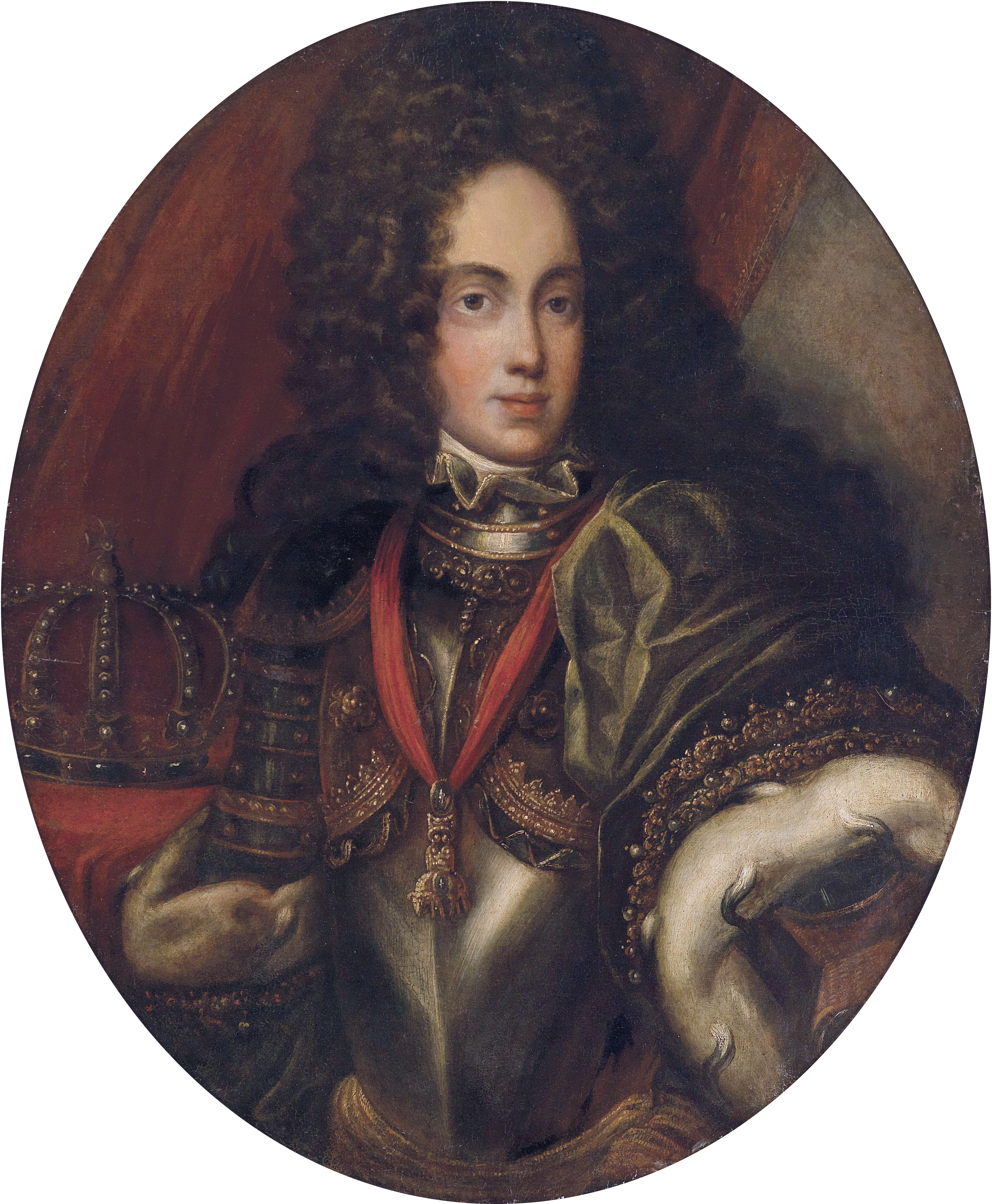
Viitorul împărat Carol al VI-lea

Arhiducele Carol (botezat Carolus Franciscus Josephus Wenceslaus Balthasar Johannes Antonius Ignatius), al doilea fiu al împăratului Leopold I și a celei de-a treia soții a sa, Eleonora Magdalena de Neuburg, s-a născut la 1 octombrie 1685. Tutorele său a fost Anton Florian, Prinț de Liechtenstein. A fost educat într-o ambianță care păstra vie în memorie amenințarea otomană. 
În 1700, în urma decesului regelui Carol al II-lea al Spaniei, care nu avea moștenitori direcți, Carol s-a autodeclarat rege al Spanieii. Ambii erau membri ai Casei de Habsburg. Războiul Succesiunii Spaniole, care a urmat și care adus pe tronul Spaniei pe candidatul Franței, ducele Filip de Anjou (nepotul regelui Ludovic al XIV-lea al Franței), a durat aproape 14 ani. Regatul Portugaliei, Regatul Angliei, Scoției și Irlandei și majoritatea Sfântului Imperiu Roman au susținut candidatura lui Carol. La 18 ani, în 1703, este trimis de tatăl său în Spania să-l alunge de pe tron pe nepotul lui Ludovic al XIV-lea, un Bourbon. Carol al III-lea, așa cum era cunoscut, ajunge la Madrid însă nu reușește să se mențină pe tron. Reușește să domnească timp de șase ani doar în Catalonia, pînă la moartea fratelui său, Iosif I, Împărat Roman, apoi s-a întors la Viena să-și asume coroana imperială. Regatul Unit al Marii Britanii, nedorind să vadă Austria și Spania în uniune personală, și-a retras sprijinul din coaliția austriacă, și războiul a culminat cu Tratatele de la Utrecht și Rastatt trei ani mai târziu.  Fostul tratat, ratificat în 1713, l-a recunoscut pe Filip ca rege al Spaniei, însă Regatul Napoli, ducatul Milanului, Țările de Jos austriece și Regatul Sardiniei - toate anterior bunuri spaniole - au fost cedate Austriei. Pentru a preveni o uniune între Spania și Franța, Filip a fost obligat să renunțe la drepturile sale la succesiunea tronului bunicului său. Carol a fost extrem de nemulțumit de pierderea Spaniei, și, ca rezultat, el a imitat ceremonialul de curte spaniol habsburgic și adoptarea îmbrăcăminții monarhului spaniol.

## Succesiunea dominioanelor habsburgice
Urmându-i la tron fratelui său este proclamat împărat sub numele de Carol al VI-lea. Decis să înlăture fatalitatea și neuitând stingerea habsburgilor spanioli, Carol anunță Consiliul la 19 aprilie 1713 că statele monarhiei erau "indivizibile și inseparabile". Promulgă "Pragmatica Sancțiune" un document prin care spune că dacă ar avea numai fete, acestea ar urma să moștenească prin dreptul de primogenitură, la fel ca băieții. Dacă murea fără să aibă copii, coroana urma să revină fiicelor fratelui său, Iosif I.
Pentru următorii douăzeci de ani, Carol a solicitat aprobarea Sancțiunii de către celelalte puteri europene. Ei au impus termeni aspri. De exemplu, Marea Britanie a cerut ca Austria să elimine Compania Ostend. În total, Marea Britanie, Franța, Saxonia-Polonia, Republica olandeză, Spania, Veneția, Statele membre ale Bisericii,Prusia, Rusia, Danemarca, Savoia-Sardinia, Bavaria, și Dieta Sfântului Imperiu Roman au recunoscut Sancțiunea. Mai târziu, Franța, Spania, Saxonia-Polonia, Bavaria și Prusia s-au răzgândit.
În 1716, după opt ani de căsătorie fericită cu Elisabeta Cristina de Brunswick-Wolfenbüttel, soția sa naște un băiat, Leopold. Din nefericire, după șase luni copilul a murit. Un an mai târziu, s-a născut Maria Tereza. Contemporanii au scris că la ceremonia botezului, Carol, în ciuda eforturilor, a părut supărat de sexul copilului. Anul următor soția sa a mai născut o fiică, Maria Anna.

## Familia
Din anul 1708 a fost căsătorit cu Elisabeta Cristina, fiica ducelui Ludovic Rudolf de Braunschweig-Wolfenbüttel, cu care a avut patru copii: 
- Leopold (n. aprilie 1716 – d. noiembrie 1716)
- Maria Tereza (n. 13 mai 1717 – d. 29 noiembrie 1780)
- Maria Ana (n. 26 septembrie 1718 – d. 16 decembrie 1744)
- Maria Amalia (n. aprilie 1724 – d. aprilie 1730)

## Varia
În amintirea fortificării cetății Alba Iulia în timpul său, denumirea germană a orașului a devenit Karlsburg, alături de cea tradițională de Weißenburg. Poarta a III-a a cetății Alba Iulia, cea pe care se află statuia ecvestră a împăratului, se numește Poarta Carol și a fost reprezentată pe o bancnotă de 5.000 de lei, emisiunea 1993.